# Kabléwa
Kabléwa est une localité et une commune rurale du Niger, département de N'Guigmi, région de Diffa.

## Géographie
La localité de Kabléwa est située à 41 km au sud du chef-lieu départemental N'Guigmi. 
|            | N'Gourti  |          |
| N'Guelbély | Kabléwa   | N'Guigmi |
| Chétimari  | Gueskérou |          |

## Histoire
La commune rurale de Kabléwa instaurée en 2002, est issue du canton et de la commune de N'Guigmi.

## Population
Lors du recensement général de 2012, la population communale est relevée à 26 176 habitants, dont 2 537 habitants pour la localité principale.

## Localités
La commune s'étend sur 32 villages, 4 hameaux, 82 camps et 76 points d'eau à l'ouest du département de N'Guigmi.

## Services et infrastructures
- Centre de Santé Intégré (CSI) à Kabléwa[5].
- Centre de formation des métiers (CFM) à Kabléwa.